# Choerophryne bryonopsis
Choerophryne bryonopsis es una especie de anfibio anuro de la familia Microhylidae.

## Distribución geográfica
Esta especie es endémica de la provincia del norte (u Oro) de Papua Nueva Guinea. Habita a una altitud de 1045 m en el monte Trafalgar.

## Publicación original
- Kraus, 2013 : A new species of Choerophryne (Anura: Microhylidae) from Papua New Guinea, with remarks on the taxonomic status of Albericus. Zoosystematics and Evolution, vol. 89, n.º 2, p. 283-291.[3]